# Ян Лакоста
Ян Лакоста (на руски: Ян Лакоста) или Ян д'Акоста, също Пьотър Дорофеевич, е руски придворен шут.
Роден в семейство на марани, изселени от Португалия, той живее в различна страни на Европа до 1713 година, когато го среща руския цар Петър I и го взема със себе си като придворен шут. През 1723 година е заточен в Сибир като приближен на изпадналия в немилост вицеканцлер Пьотър Шафиров, но е върнат в двора при императрица Анна Ивановна.
Ян Лакоста умира през 1740 година.